# Gian Francesco Giudice

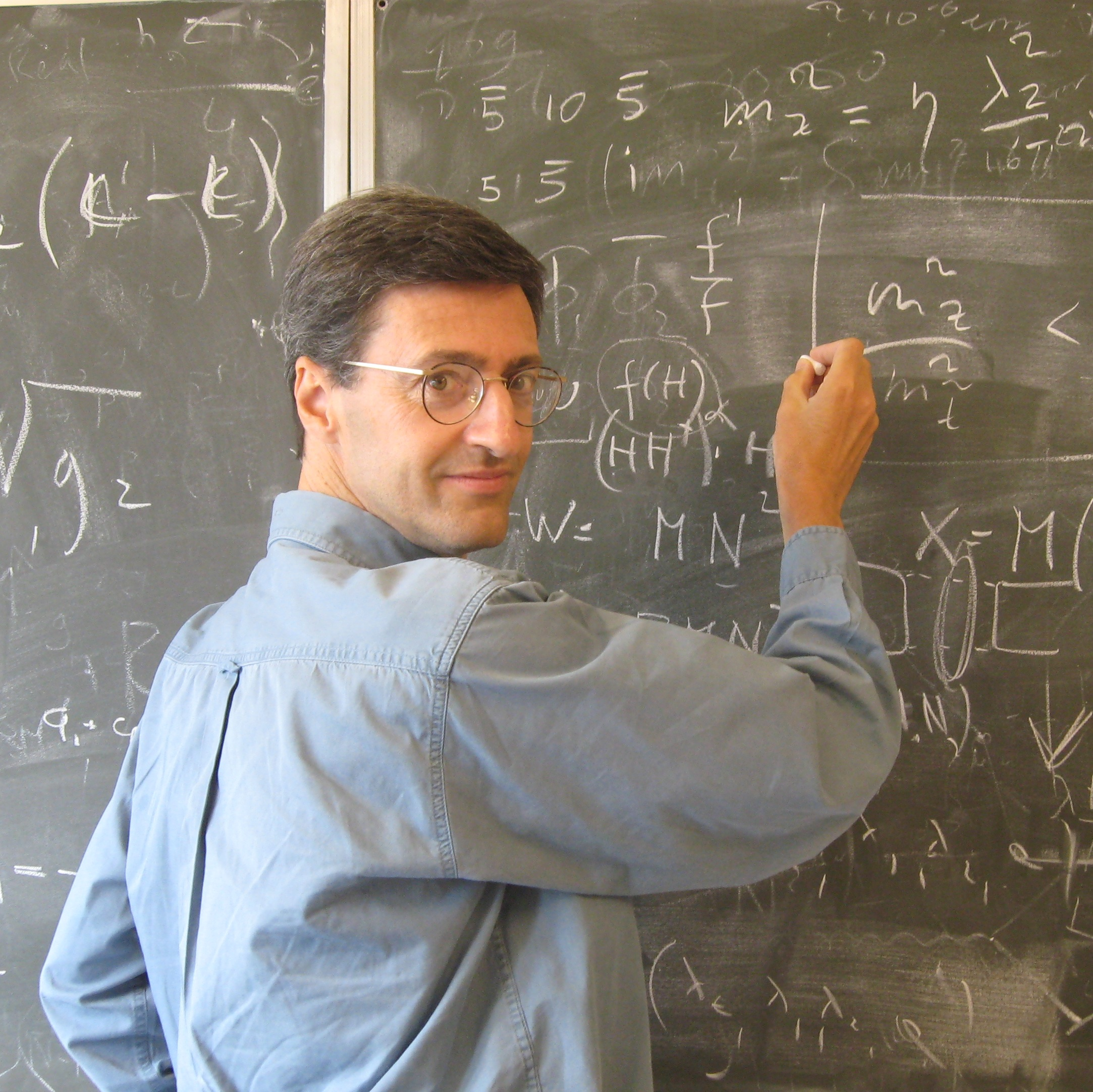
Gian Francesco Giudice

Gian Francesco Giudice (Padua, 25 januari 1961)
is een Italiaanse theoretisch natuurkundige in de deeltjesfysica en kosmologie. Hij is momenteel tewerkgesteld aan het CERN, nabij Genève.

## Leven
Na een opleiding in de fysica aan de Universiteit van Padua behaalde Giudice zijn doctoraat in de theoretische natuurkunde in 1988 aan de International School for Advanced Studies in Triëst. Hij werkte eerder aan de Fermi National Accelerator Laboratory (Fermilab) nabij Chicago en aan de Universiteit van Texas in Austin in de onderzoeksgroep van Steven Weinberg. In 1993 verhuisde hij naar CERN, waar hij directeur is van de theoretisch natuurkundigen. Als academisch lid van de Accademia dei Lincei, Istituto Veneto di Scienze, Lettere ed Arti en Accademia Galileiana werd hij geëerd met de Jacques Solvay Chair in de fysica (2013), Distinguished Visiting Research Chair at Perimeter Institute for Theoretical Physics (2019), Sackler Distinguished Lecturer op de Universiteit van Tel Aviv (2020), Chandrasekhar Lecturer at Tata Institute of Fundamental Research (2022), Erwin-Schrödinger Professor op de Universiteit van Wenen (2023).

## Werk
Zijn onderzoek behandelt de formulering van nieuwe theorieën die verdergaan dan het Standaardmodel en die betrekking hebben op de vroege geschiedenis van ons universum. Zijn bekendste bijdragen bevinden zich op het gebied van de supersymmetrie en theorieën met extra dimensies. Naast zijn onderzoekswerk is Giudice actief in het populariseren van wetenschap en verder. Hij is auteur van A Zeptospace Odyssey, een populairwetenschappelijk boek over de fysica van de Large Hadron Collider, de deeltjesversneller aan het CERN waar het Higgsboson ontdekt is. Het boek is uitgebracht in zes talen.

## Boeken voor een breder publiek
A Zeptospace Odyssey: A Journey into the Physics of the LHC, Oxford University Press, Oxford 2010, ISBN 978-0-19-958191-71.